# Wolne serca
Wolne serca – album Kwiatu Jabłoni z udziałem gości, z interpretacjami wybranych dziesięciu, znanych utworów opowiadających o wolności. Wśród gości duetu rodzeństwa Sienkiewiczów usłyszymy tu: Igo, Jucho, Kasię Lins, Kubę Kawalca, Miuosha, Natalię Grosiak, Natalię Kukulską oraz Sanah. Ten projekt muzyczny upamiętnił 78. rocznicę wybuchu powstania warszawskiego. Pierwsze wykonanie albumu na żywo odbyło się 22 lipca 2022 (w dniu premiery płyty) w Parku Wolności przy Muzeum Powstania Warszawskiego.
W lutym 2024 nagrania uzyskały certyfikat złotej płyty za sprzedaż ponad 15 tys. egzemplarzy.

## Lista utworów
| 1.  | „Nie, nie, nie”                                 | 3:01  |
|     |                                                 |       |
| 2.  | „Wolne ptaki” (oraz Natalia Kukulska)           | 3:38  |
|     |                                                 |       |
| 3.  | „Jutro możemy być szczęśliwi” (oraz Kasia Lins) | 4:19  |
|     |                                                 |       |
| 4.  | „Światła miasta” (oraz Miuosh)                  | 3:40  |
|     |                                                 |       |
| 5.  | „Warszawa, ja i ty” (oraz sanah)                | 2:50  |
|     |                                                 |       |
| 6.  | „Klus Mitroh” (oraz Igo)                        | 3:48  |
|     |                                                 |       |
| 7.  | „Płachta nieba” (oraz Jucho)                    | 5:01  |
|     |                                                 |       |
| 8.  | „Trwaj chwilo, trwaj” (oraz Natalia Grosiak)    | 3:47  |
|     |                                                 |       |
| 9.  | „Mówię ci, że”                                  | 3:36  |
|     |                                                 |       |
| 10. | „Nie pytaj o Polskę” (oraz Kuba Kawalec)        | 4:06  |
|     |                                                 |       |
|     |                                                 | 37:46 |
|     |                                                 |       |

## Listy sprzedaży
OLiS jest ogólnopolskim notowaniem, tworzonym przez agencję TNS Polska na podstawie sprzedaży albumów muzycznych na nośnikach fizycznych (nie uwzględnia  informacji o pobraniach w formacie digital download czy odtworzeniach w serwisach streamingowych).
| Tydzień | 1     | 2      | 3      | 4      | 5      | 6      | 7      | 8      |
| ------- | ----- | ------ | ------ | ------ | ------ | ------ | ------ | ------ |
| Pozycja | 2     | 8      | 18     | 18     | 17     | 28     | 22     | 43     |
| Źródło  | [ 9 ] | [ 10 ] | [ 11 ] | [ 12 ] | [ 13 ] | [ 14 ] | [ 15 ] | [ 16 ] |